# جرترود كلير أوينز
جرترود كلير أوينز (بالإنجليزية: Gertrude Clare Owens)‏ هي إدارية أمريكية، ولدت في 26 مارس 1887 في شيكاغو في الولايات المتحدة، وتوفيت في 18 نوفمبر 1963 في Saint Mary-of-the-Woods, Indiana ‏ في الولايات المتحدة.